# Wielkie Ejsymonty (gmina)
Wielkie Ejsymonty (alt. Ejsymonty Wielkie; do 1922 Massalany) – dawna gmina wiejska istniejąca w latach 1922–1939 w województwie białostockim w Polsce (obecnie na Białorusi). Siedzibą gminy były Ejsymonty Wielkie.

## Historia
Gmina Wielkie Ejsymonty powstała 19 lipca 1922 roku w powiecie grodzieńskim w województwie białostockim, w związku z przemianowaniem gminy Massalańskiej na Wielko-Ejsymontowską.
16 października 1933 gminę Ejsymonty Wielkie podzielono na 28 gromad: Boryski, Cydziki, Ejsymonty Wielkie, Glindzicze, Jodkiewicze Małe, Jodkiewicze Wielkie, Kajeniowce, Kaleniki, Kordziki, Kowale, Kraśnik, Kubielniki, Kuliki, Maciejewicze, Massalany, Massalany maj., Misiewicze, Nowiki, Nowosiółki, Nowy Dwór, Piaski, Remuciowce, Staniewicze, Trumpy, Trzeciaki, Wołotyń, Wrony i Żukiewicze.
W wyniku napaści ZSRR na Polskę we wrześniu 1939 r. gmina znalazła się pod okupacją sowiecką. W pierwszych dniach po wkroczeniu wojsk sowieckich na terytorium Polski, na terenie gminy miało miejsce szczególne nasilenie mordów i grabieży. Ich ofiarami padali zamożniejsi mieszkańcy, urzędnicy, policjanci i żołnierze Wojska Polskiego (zazwyczaj Polacy), sprawcami natomiast były zbrojne grupy skomunizowanych chłopów i kryminalistów, działające z inspiracji ZSRR (zazwyczaj Białorusini i Żydzi).
2 listopada został włączony do Białoruskiej SRR. 4 grudnia 1939 r. włączony do nowo utworzonego obwodu białostockiego. Od czerwca 1941 roku pod okupacją niemiecką. 22 lipca 1941 r. włączony w skład okręgu białostockiego III Rzeszy. W 1944 roku ponownie zajęty przez wojska sowieckie i włączony do obwodu grodzieńskiego Białoruskiej SRR.

## Demografia
Według tezy Alfonsa Krysińskiego i Wiktora Ormickiego, terytorium gminy wchodziło w skład tzw. zwartego obszaru białorusko-polskiego, to znaczy prawosławna ludność białoruska zamieszkiwała jedynie tereny wiejskie, zaś w większych miejscowościach dominowali Polacy.
Według spisu powszechnego z 1921 roku, gminę zamieszkiwało 4246 osób, w tym 2395 (56%) Polaków, 1833 (43%) Białorusinów, 15 Żydów, 1 Litwin, 1 Niemiec i 1 Rosjanin.